# 修水錦江戰鬥
修水錦江戰鬥發生於1939年3月20－4月9日，地點則是在中國贛西北一帶。是抗日戰爭主要戰鬥之一，交戰一方為守軍之國民革命軍，另一方則為日軍。